# Морозов, Валентин Николаевич
Валенти́н Никола́евич Моро́зов (род. 13 июня 1948, Ленинград) — советский и российский актёр Государственного кукольного театра сказки, актёр озвучивания, Заслуженный артист РСФСР (3 января 1990).

## Биография
Родился 13 июня 1948 года в Ленинграде.
Окончил Ленинградский государственный институт культуры имени Крупской по специальности «режиссура драмы». Планировал получить образование актёра, но не смог поступить в институт.
С 1970 года — актёр Санкт-Петербургского государственного кукольного театра сказки.
Работал в кукольной передаче «Европа Плюс. Ночной канал для влюблённых» на Региональном телевидении, затем — в программах «Большой фестиваль. Забавная семейка» (роль — Ю-Ю) и «Клуб знаменитых хулиганов» (роль — ботинок Хоха) на петербургском «Пятом канале».
Сын — Алексей Морозов (род. 1979), актёр театра и кино, телеведущий.

## Фильмография

### В ролях
- 2010 — Последняя встреча — Палыч

### Озвучивание мультфильмов
- 2017 — Три богатыря и принцесса Египта — Дед Мороз
- 2019 — Иван Царевич и Серый Волк 4 — Сфинкс
- 2020 — Конь Юлий и большие скачки — Шах
- 2022 — Иван Царевич и Серый Волк 5 — Аид
- 2023 — Руслан и Людмила. Больше, чем сказка — Черномор

## Награды и призы
- 3 января 1990 — Заслуженный артист РСФСР.
- 21 апреля 2005 — Медаль ордена «За заслуги перед Отечеством» II степени[5].
- 12 октября 2010 — Медаль ордена «За заслуги перед Отечеством» I степени[6].
- Лауреат Высшей театральной премии Санкт-Петербурга «Золотой софит».